# مطار جبل الزيت
مطار جبل الزيت أو ميناء جبل الزيت الجوي هو مطار قامت بإنشائه وزارة البترول في منطقة جبل الزيت بالبحر الأحمر بهدف دعم عملية التنقيب عن البترول في المنطقة. ويبعد المطار 80 كم إلي الشمال عن مدينة الغردقة، ويستخدم كمطار مساعد لمطار الغردقة الدولي بصورة مؤقتة عن طريق استقبال طائرات رحلات الشارتر السياحية في حالات الطوارئ وفترات الذروة أو أثناء تطوير مطار الغردقة الدولي.